# 地域力
地域力（ちいきりょく）とは、地域社会の問題について市民や企業をはじめとした地域の構成員が、自らその問題の所在を認識し、自律的かつ、その他の主体との協働を図りながら、地域問題の解決や地域としての価値を創造していくための力のことをいう。また、そうした地域力を醸成していく過程をエンパワーメントという。

## 地域力の概念
地域力とは、そもそも阪神・淡路大震災の発生に際し、災害に強い地域を形成する上での原動力として神戸市在住のまちづくりプランナー宮西悠司により提唱された概念である。今日、地域力の概念はそれぞれ地域力を発揮する分野に対して、地域防災力、地域防犯力、地域教育力、地域子育て力などともいわれることもあるが、元来、地域力という概念は地域の総合力としての意味を持つものである。
地域力の概念の提唱者である宮西によれば、地域力とは地域資源の蓄積力、地域の自治力、地域への関心力により培われるものであるという。地域資源の蓄積力とは、地域における環境条件や地域組織及びその活動の積み重ねのことであり、地域の自治力とは地域の住民自身が地域の抱える問題を自らのことととらえ、地域の組織的な対応により解決する力のことを指し、そして3つ目の地域への関心力とは常に地域の環境に関心を持ち可能性があるなら向上していこうとする意欲で、地域に関心を持ち定住していこうとする気持がまちづくりにつながるというものである。言い換えれば住民の地域に対する参加意識といいかえることができるだろう。
そもそも、何故こうした地域力の概念が阪神・淡路大震災を契機として発生したのであろうか。それは、同震災時に明らかになった災害時における行政による救助活動に限界があることが明らかになり、逆にほとんどの救助活動が地域の手で行われたことにある。阪神・淡路大震災当時、関西地区では35000人も被災者が生じたが、救出に行政のみによる救助活動では間に合わず、被災者のうちの27000人は市民自身の手で救助されたのである。以来、被災地では、災害時における救助活動には地域の力が不可欠であるという教訓を踏まえて、災害や地域の問題に対して、行政のみならず、市民をはじめとした地域の力が必要であるという意識が行政、市民双方に生まれることとなったのである。その時に、「市民が居住地で抱える生活問題に対して共同で解決していく力」を意味するものとして地域力という概念が生まれることとなった。
こうして阪神・淡路大震災を契機に広まった地域力の概念であるが、実は近年、現代社会の情勢の変化や市民ニーズの多様化により、防災のみならず防犯や福祉、教育など多様な分野で行政単独では地域の問題解決は不可能であるという認識が、多くの市町村或いは市民の側に認識されつつあることが指摘される。
例えば、近年の少子高齢化の進展は身寄りのない独居老人の孤独死が増加している状況に際して、中々行政単独では実態を把握しづらいという指摘もある他、地域社会における市民間の日常的なコミュニケーションが活発ではない地域においては、犯罪率が高いなどの問題も指摘されている。さらに、高度経済成長期以降、核家族世帯が増加し、小さな子供を育てるにあたり、中々地域として子育てをフォローする環境がないために、子育てに苦悩する若い夫婦がいることも指摘される。このような、様々な地域課題に対して、地域力の向上が期待されるようになってきたのである。
こうした状況の中で今日では、国や都道府県、市町村、研究者により様々な定義づけがなされるようになってきた。例えば大分県知事の平松守彦などは、「地域の潜在力」と定義している他、神戸市では、「市民と市が互いの役割を尊重し、協力して課題解決を図る力」と定義している。
また、岐阜市では、地域力を「地域の魅力、安心・安全な環境、市民の公共マナーやまちづくりへの意識をかもし出し、築き上げることで培われる力」と定義している。また、北海道では、北海道庁による地域力の研究が盛んであり、『地域』における信頼関係や互酬性の規範を持つ多様な住民や組織のネットワークが、地域の公共的、社会的課題に気づき、各主体が自律的に、もしくは協働しながら、地域課題を解決したり、地域の価値を創出する力」と定義している。
また、地域力における学術的なアプローチとしては、大阪大学教授の山内直人が地域力とは「地域の問題解決力、コミュニティガバナンス、ソーシャルキャピタルの3要素から構成される」という見解を示している。
このように、今日地域力の概念はけして明確な定義が確立されているわけではないものの、行政、学術両面からその重要性を認められつつあり、豊かな地方自治を切り開くための原動力として期待されつつある。